# Celso (governatore romano)
Celso (in latino Celsus; Antiochia di Siria, ... – ...; fl. 350-365) è stato un politico e retore romano, governatore provinciale romano, studioso di retorica e filosofia.

## Biografia
Celso era un uomo ricco. Nativo di Antiochia, era figlio di Esichio, fratello di Eutropio e di due sorelle, sposate con Tiberio e Marco (cugino di Libanio, con cui Celso ebbe una nutrita corrispondenza).
Nel 350 circa era studente di Libanio a Nicomedia; da lì si recò a studiare ad Atene, insieme a Basilio (meglio noto come Basilio Magno) e Giuliano (poi divenuto imperatore romano), dove invitò gli Ateniesi a conferire a Libanio la cattedra di retorica (352).
Successivamente studiò filosofia a Sicione e insegnò retorica.
Nel 359 si recò a Costantinopoli, per prendere posto nel Senato e studiare sotto Temistio, studioso di Aristotele e proconsole della città. Nel 361 era tornato ad Antiochia.
Nel 362 era praeses di Cilicia: in quell'anno l'imperatore Giuliano passò dalla Cilicia e incontrò il suo vecchio compagno di studi.
Dal 363 al 364 è attestato come consolare della Siria. Nel 364 organizzò i giochi siriarchici a nome del figlio: in questa occasione Libanio scrisse a diversi suoi contatti, vicari e proconsoli d'Asia, per procurare le bestie per i giochi.
Nel 365 fu convocato a Costantinopoli dall'imperatore Valente, ricevendo un incarico, ma quello stesso anno dovette tornare ad Antiochia, poiché gli era morta la madre e la giovane moglie era rimasta sola.